# Matthé Verdaasdonk
Matthé Verdaasdonk (Amsterdam, 2 juli 1946) is een Nederlandse cabaretier.
Verdaasdonk doorliep het Gymnasium en ging naar de Akademie voor Kleinkunst, waar hij in 1968 zijn diploma haalde. Hij maakte zijn debuut als cabaretier bij Fiet Koster en Frans Koster, speelde bij Wim Sonneveld in de musical De kleine parade en werkte mee aan radio- (de hoorspelserie Biels en Co met Fiet Koster en Ko van Dijk) en televisie-uitzendingen. Hij schreef daarnaast cabaretteksten voor onder meer Jaap van de Merwe.